# بيساو

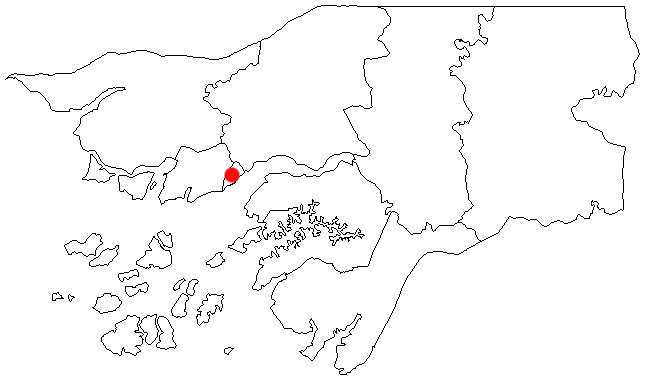
خريطة توضح مكان العاصمة بيساو

بيساو هي عاصمة غينيا بيساو يُقدر عدد سكانها ب 355,000 نسمة تقع عند مصب نهر غيبا الذي يصب في المحيط الأطلنطي. وتُعد من أكبر المدن وميناء رئيسي والمركز الإداري والعسكري للبلاد. ويشكل الفول السوداني، الأخشاب الصلبة، جوز الهندالمجفف، زيت النخيل والمطاط من أهم المنتجات للبلاد. وقد أُنشئت المدينة عام 1687 بواسطة البرتغاليين كميناء مُحصن ومركز تجاري ثم أصبحت عاصمة غينيا البرتغالية عام 1942 وبعد اعلان المليشيات لاستقلال البلاد عام 1973 أعلنت مادينا دو بو(Madina do Boe) كعاصمة للمنطقة المستقلة ولكن بيساو ظلت عاصمة للمناطق التي تحت السيطرة البرتغالية فيما كانت تُدعى ب (غينيا البرتغالية) وعندما اعترفت البرتغال باستقلال غينيا وبانسحاب قواتها عام 1974 اندمجت المنطقتان(غينيا البرتغالية والمناطق المستقلة) وأصبحت بيساو عاصمة للدولة الجديدة.
تشتهر الدولة بإقامة كرنفال سنوي ومن العوامل الجذابة ثكنات فورتليزا داموره(Fortaleza d'Amura) التي تضم ضريح امليكار كابرال(Amílcar Cabral's)سياسي وطني والنصب التذكاري لضحايا ميناء غينيا بيساو. تعرضت العديد من المباني للتدمير أثناء الحرب الأهلية شاملة القصر الرئاسي والمركز الثقافى الفرنسي الذي أعيد بناؤه حالياً وما زال مركز المدينة تحت التطوير ويُعد مطار أوسفالدو فييرا الدولي(Osvaldo Vieira International Airport) هو المطار الخدمي الوحيد بالبلاد

## المناخ
يظهر الجدول التالي التغييرات المناخية على مدار السنة لبيساو:
| البيانات المناخية لـبيساو                                | البيانات المناخية لـبيساو | البيانات المناخية لـبيساو | البيانات المناخية لـبيساو | البيانات المناخية لـبيساو | البيانات المناخية لـبيساو | البيانات المناخية لـبيساو | البيانات المناخية لـبيساو | البيانات المناخية لـبيساو | البيانات المناخية لـبيساو | البيانات المناخية لـبيساو | البيانات المناخية لـبيساو | البيانات المناخية لـبيساو | البيانات المناخية لـبيساو |
| الشهر                                                    | يناير                     | فبراير                    | مارس                      | أبريل                     | مايو                      | يونيو                     | يوليو                     | أغسطس                     | سبتمبر                    | أكتوبر                    | نوفمبر                    | ديسمبر                    | المعدل السنوي             |
| -------------------------------------------------------- | ------------------------- | ------------------------- | ------------------------- | ------------------------- | ------------------------- | ------------------------- | ------------------------- | ------------------------- | ------------------------- | ------------------------- | ------------------------- | ------------------------- | ------------------------- |
| الدرجة القصوى °م (°ف)                                    | 36.7 (98.1)               | 38.3 (100.9)              | 38.9 (102.0)              | 41.1 (106.0)              | 39.4 (102.9)              | 35.6 (96.1)               | 33.3 (91.9)               | 32.8 (91.0)               | 33.9 (93.0)               | 34.4 (93.9)               | 35.0 (95.0)               | 35.6 (96.1)               | 41.1 (106.0)              |
| متوسط درجة الحرارة الكبرى °م (°ف)                        | 31.1 (88.0)               | 32.8 (91.0)               | 33.9 (93.0)               | 33.3 (91.9)               | 32.8 (91.0)               | 31.1 (88.0)               | 29.4 (84.9)               | 30.0 (86.0)               | 30.0 (86.0)               | 31.1 (88.0)               | 31.7 (89.1)               | 30.6 (87.1)               | 31.5 (88.7)               |
| متوسط درجة الحرارة الصغرى °م (°ف)                        | 17.8 (64.0)               | 18.3 (64.9)               | 19.4 (66.9)               | 20.6 (69.1)               | 22.2 (72.0)               | 22.8 (73.0)               | 22.8 (73.0)               | 22.8 (73.0)               | 22.8 (73.0)               | 22.8 (73.0)               | 22.2 (72.0)               | 18.9 (66.0)               | 21.1 (70.0)               |
| أدنى درجة حرارة °م (°ف)                                  | 12.2 (54.0)               | 13.3 (55.9)               | 15.6 (60.1)               | 16.7 (62.1)               | 17.2 (63.0)               | 19.4 (66.9)               | 19.4 (66.9)               | 19.4 (66.9)               | 19.4 (66.9)               | 20.0 (68.0)               | 15.0 (59.0)               | 12.8 (55.0)               | 12.2 (54.0)               |
| معدل هطول الأمطار مم (إنش)                               | 0.5 (0.02)                | 0.8 (0.03)                | 0.5 (0.02)                | 0.8 (0.03)                | 17.3 (0.68)               | 174.8 (6.88)              | 472.5 (18.60)             | 682.5 (26.87)             | 434.9 (17.12)             | 194.8 (7.67)              | 41.4 (1.63)               | 2.0 (0.08)                | 2٬022٫8 (79.64)           |
| ساعات سطوع الشمس الشهرية                                 | 248                       | 226                       | 279                       | 270                       | 248                       | 210                       | 186                       | 155                       | 180                       | 217                       | 240                       | 248                       | 2٬707                     |
| المصدر #1: Sistema de Clasificación Bioclimática Mundial |                           |                           |                           |                           |                           |                           |                           |                           |                           |                           |                           |                           |                           |
| المصدر #2: World Climate Guides (sunshine only)          |                           |                           |                           |                           |                           |                           |                           |                           |                           |                           |                           |                           |                           |

## توأمة
لبيساو اتفاقيات توأمة مع كل من:
- تايبيه (1997 - )
- أجويدا
- داكار
- لشبونة
- برايا
- شنترة
- تشونغتشينغ
- أنقرة

## أعلام
- فيريسيمو كوريا سيبرا
- رايموندو بيريرا
- باتيستا تاغمي ناواي
- أنسو فاتي
- إيدر
- كومبا يالا
- لويس كابرال
- كارمن بيريرا
- دانيلو بيريرا
- جواو برناردو فييرا